# Дуткевич, Памела
Памела Дуткевич (нем. Pamela Dutkiewicz; род. 28 сентября 1991, Гельзенкирхен, Северный Рейн-Вестфалия, Германия) — немецкая легкоатлетка, специализирующаяся в барьерном беге. Четырёхкратная чемпионка Германии. Участница летних Олимпийских игр 2016 года.

## Биография
Родители Памелы — этнические поляки, чемпионка Польши в беге на 800 метров Брыгида Бженчек и экс-футболист познанской «Олимпии» и молодёжной сборной Мариан Дуткевич. В начале 1990-х годов они переехали в немецкий город Баунаталь, где и выросла их дочь. С 10 лет она начала заниматься лёгкой атлетикой, показывала неплохие результаты на национальном уровне в беге на 100 метров с барьерами.
С 2013 года трижды становилась чемпионкой страны в эстафете. В личном виде была призёром зимних первенств. Из-за многочисленных травм и высокой конкуренции внутри Германии долгое время не могла попасть в сборную на международные старты. Дебютировать удалось лишь в 2016 году, но выступление на чемпионате Европы закончилось в финале падением при преодолении первого барьера.
Дуткевич удалось выполнить олимпийский норматив и поехать на Игры в Рио-де-Жанейро, где она дошла до полуфинала.
В феврале 2017 года на чемпионате страны стала первой с личным рекордом на дистанции 60 метров с барьерами — 7,79. Этот результат оказался четвёртым в истории Германии и всего на 0,06 секунды хуже национального рекорда.

## Основные результаты
| Год  | Турнир                       | Место проведения         | Дисциплина | Место      | Результат |
| ---- | ---------------------------- | ------------------------ | ---------- | ---------- | --------- |
| 2016 | Чемпионат Европы             | Амстердам, Нидерланды    | 100 м с/б  | —          | DNF       |
| 2016 | Олимпийские игры             | Рио-де-Жанейро, Бразилия | 100 м с/б  | 12-е (1/2) | 12,92     |
| 2017 | Чемпионат Европы в помещении | Белград, Сербия          | 60 м с/б   | 2-е        | 7,95      |
| 2018 | Чемпионат Европы 2018        | Берлин, Германия         | 100 м с/б  | 3-е        | 12,72     |